# Градище (Ораше)
Градище, още Орашкото кале или Собри (на македонска литературна норма: Градиште, Орашко кале), е антична и средновековна крепост, разположена над положкото село Ораше, Северна Македония.

## Местоположение
Градище е разположено на най-високата част на дълъг и тесен рид, който се спуска от планинския масив Шар към Вардар. Южната част на разклонението завършва в пролома Дервент, затваряйки я от северна страна. Градище е на 1 km от Вардар и на 3 km югоизточно от Ораше и се издига на 110 m над реката. И двете страни на хълма са много стръмни и падат към Люботенската река и към един поток. Има лесен достъп от север и юг. По склоновете източно от Градище се намират стари железни и сребърни мини и днешната мина за хром „Радуша“. Старият път от Скопие за Полога е минавал през Дервент, а при Градище от него се е отделял пътят за прохода Вратница на север, водещ към Качаник, Косово и Призрен.

## История

### Античност
През Късната античност на Градище е построена стена с масивен хоросан, която огражда 3 пространства. Акрополът е заемал площ от 0,8 ha, а стената му е била укрепена с няколко кули, два челни бастиона, предзидове и ровове пред тях, изсечени в скалистата почва. По средата на акропола минавала широка улица, положена върху гола скала, а от двете й страни се виждат основите на няколко къщи с няколко правоъгълни помещения, подредени в един или два реда. Къщите са вписани в правилна градска схема и носят ранновизантийски черти, въпреки че е вероятно са реновирани и използвани и през Късното средновековие.
Западното предградие се простираше на склона западно от акропола, опирайки се на него по цялата си дължина. Заемало е площ от 1,5 ha. Стената с мазилка е била укрепена с кули и контрафорси, а от северната страна с предзид. И тук се виждат основите на къщи.
Северното предградие е построено на билото пред акропола, голямо е 0,5 ha и има същата стена. В по-късна фаза върху североизточната кула на североизток е изградена нова стена, с която е укрепено и пространството източно от нея. От външната страна на разстояние 20 - 40 m пред стената е изграден силен вал от камък и пръст, който е служил като предзид на цялата крепост. Вътрешното пространство също е изпълнено с къщи в правилни и успоредни схеми.
Северно от крепостта, на заравнения гребен на хълма, на площ до 3 ha се е простирало неукрепено селище.
В крепостта са открити керамика, много монети от IV - VI век, много части от малки предмети, изковани от желязо или отлети от бронз и сребро.
Крепостта контролира границата между провинциите Превалитана и Дардания, която преминава оттук. Тя също така защитавала близките мини, а обработката на метали в нея е икономическата основа на населението от околностите.

### Средновековие
Стената на акропола претърпява основен ремонт през Съсното средновековие: добавени са северната кула бастион и стената югозападно от нея, с полукула в западния край и сложен проход със стълби и рампи пред нея. Тук се виждат дори две или три последващи модификации.
Южното чело на акропола е напълно изградено и днес е запазено на височина 9 - 11 m. Оставя впечатление за изключителна монументалност, което нарежда град Собри сред най-добре запазените крепости от Средновековието в Северна Македония. Челото е изтеглено в права линия запад-изток, общо е с дължина 30 m, като едната от двете кули на него е със знаци на донжон от XIII - XIV век. До нея от вътрешната страна се е издигала голяма правоъгълна постройка - може би столова или конюшня, чиито горни етажи несъмнено са били използвани за живеене.
През Късното средновековие освен акропола са обитавани и двете предградия и неукрепеният варош северно от тях, в чиято северна част лежат руините на средновековна църква. Църквата е частично разкопана от Радослав Груич в 1939 година. В цялото пространство се срещат парчета от средновековна керамика и предмети, изковани от желязо: ножове, върхове на стрели със средновековни форми, сечива, панти и скоби, катарами, части от брави, пирони и други. Желязна шпора със специфична форма се датира в IX - X век, а турските акета от XV век затварят времевата рамка, в която е съществувала крепостта.
Крепостта Собри е имала почти същата функция като късноантичната: тя е охранявала двата пътя и проходите на северозападната граница на Византия към полунезависимите сръбски земи през Шар, а също така е контролирала обновените рудници в околностите. Град Собри несъмнено получава своето монументално укрепление след сръбските завоевания на Полога и след разрушаването на византийския център Лешок в 1190 година. Тогава Собри се превръща в основната крепост в този регион и несъмнено икономически център благодарение на мините и металургията. Не само в крепостта и селището до нея, но и в цялата околност има много шлаки и следи от обработка и топене на желязо, мед и сребро. В този регион и до днес се намират рудниците на мините Йегуновце и Радуша.
Изглежда, че и турците са използвали известно време тези мини, а заради тях и крепостта Собри. Възможно е последните изменения в крепостта да са от турско време. В преброителния дефтер от 1467/1468 година освен село Собри, което тогава е имало 73 къщи, се споменава и крепостта Собри.